# La Gorce Mountains
La Gorce Mountains är ett berg i Antarktis. Det ligger i den centrala delen av kontinenten. Inget land gör anspråk på området. Toppen på La Gorce Mountains är 2 176 meter över havet, eller 183 meter över den omgivande terrängen. Bergets bas är 1,8 km bred.
Terrängen runt La Gorce Mountains är varierad. Området är obefolkat.